# V889 Геркулеса
V889 Геркулеса (лат. V889 Herculis), HD 171488 — одиночная переменная звезда* в созвездии Геркулеса на расстоянии приблизительно 115 световых лет (около 35,4 парсек) от Солнца. Видимая звёздная величина звезды — от +7,53m до +7,39m. Возраст звезды определён как около 45 млн лет.

## Характеристики
V889 Геркулеса — жёлтый карлик, вращающаяся переменная звезда типа BY Дракона (BY)* спектрального класса G0V*, или G0, или G2V, или G2. Масса — около 1,06 солнечной, радиус — около 1,109 солнечного, светимость — около 1,073 солнечной. Эффективная температура — около 5516 K.

## Планетная система
В 2019 году учёными, анализирующими данные проектов HIPPARCOS и Gaia, у звезды обнаружена планета.